# Theodor Brinek (1921)
Theodor Brinek (Vienna, 9 maggio 1921 – 24 gennaio 2000) è stato un allenatore di calcio e calciatore austriaco, di ruolo centrocampista.
Figlio d'arte, anche suo padre Theodor fu un calciatore professionista che giocò per la Nazionale austriaca.

## Carriera
Nella stagione 1939-1940 entra nel Wacker Vienna, società nella quale rimane fino al 1953 conquistando un campionato austriaco e una coppa. Nel 1953 passa ai francesi del Monaco collezionando 11 reti in 51 incontri di campionato. Nel 1955 si trasferisce a Ginevra, Svizzera, per giocare nel Servette: qui svolge il ruolo di giocatore-allenatore al fianco di Karl Rappan. Chiude la carriera ritornando in patria, al Wiener AC.
Il 10 novembre 1946 esordisce in Nazionale giocando contro la Svizzera (1-0). Il 9 novembre del 1947 firma una doppietta nell'amichevole tra Austria e Italia conclusasi sul 5-1. Il 26 aprile del 1953 gioca da capitano contro l'Ungheria la diciassettesima ed ultima partita con la divisa dell'Austria (1-1).

## Palmarès
- Fußball-Bundesliga (Austria): 1

Wacker Vienna: 1946-1947
- ÖFB-Cup: 1

Wacker Vienna: 1946-1947